# Justin Luquot

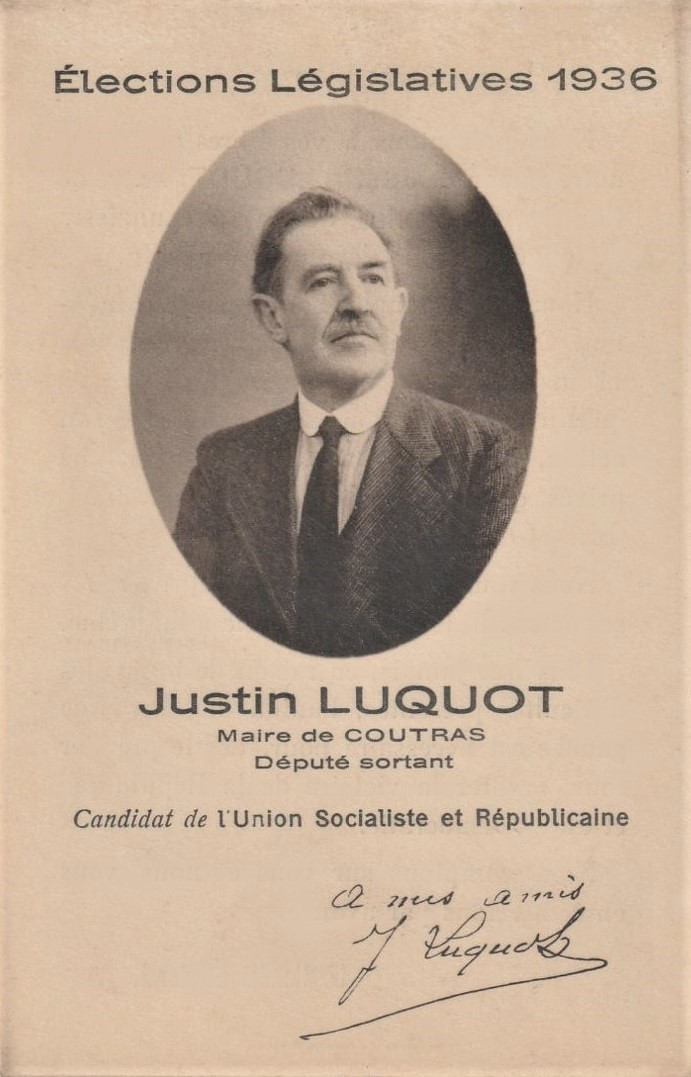
Justin Luquot

Justin Luquot (geboren am 2. Januar 1881 in Lamazière-Basse; gestorben am 24. Dezember 1944 in Coutras) war ein französischer Politiker der Dritten Republik und ein Résistant. Er gehörte zu den „quatre-vingts“, also den 80 Parlamentariern, die am 10. Juli 1940 gegen die diktatorischen Vollmachten für Philippe Pétain stimmten.

## Leben
Justin Luquot stammte aus einfachen Verhältnissen, sein Vater war Tagelöhner und später Lebensmittelhändler. Er arbeitete als Angestellter in einem Geschäft und später als Handelsreisender in der Weinbranche. Luquot wurde Mitglied der sozialistischen Section française de l’Internationale ouvrière (SFIO). Als Witwer aus einer kurzen Ehe und Vater eines Sohnes heiratete er in zweiter Ehe die Lehrerin Antoinette-Jeanne Luc, die ebenfalls der SFIO angehörte. 1911 folgte er ihr an ihren neuen Arbeitsplatz in Coutras. Er gehörte auch den Freimaurern an.
Er wurde 1925 auf der Liste des Linkskartells Bürgermeister dieser Gemeinde und blieb es bis 1940. Bei den Parlamentswahlen 1928 kandidierte er erfolglos für die SFIO im Wahlkreis Libourne-II und auch 1932 wurde er im Kanton Coutras bei den Wahlen für den Generalrat geschlagen. 1932 wurde er im Wahlkreis Libourne-II zum Abgeordneten gewählt und 1936 wiedergewählt.
1933 verließ Justin Luquot die SFIO zusammen mit den Neosozialisten, brach jedoch schnell mit dieser Strömung, da er die autoritäre und faschistoide Entwicklung von Adrien Marquet und Marcel Déat ablehnte. Im Parlament gehörte er der Union socialiste républicaine an. Am 7. Februar 1937 trat er erneut der SFIO bei.
Er stimmte am 10. Juli 1940 gegen die Vollmachten für Philippe Pétain und damit gegen das Ende der Dritten Republik. Diese Abstimmung zwang ihn in den Untergrund und führte dazu, dass er seines Amtes als Bürgermeister enthoben wurde. Er war aktiver Widerstandskämpfer und gründete zusammen mit seinem Kollegen Jean-Fernand Audeguil, einem weiteren Abgeordneten aus der Gironde, das Widerstandsnetzwerk Libération-Nord.
Als Vorsitzender des örtlichen Befreiungskomitees kehrte er 1944 als Bürgermeister zurück, starb jedoch Ende des Jahres. Seine Witwe folgte ihm im Amt des Bürgermeisters nach.

## Antoinette Luquot
Antoinette Luquot wurde 1888 im Département Loire-Inférieure geboren. Sie war Lehrerin und seit 1930 sozialistische Aktivistin in der Ortsgruppe von Coutras. Sie war außerdem eine Menschenrechtsaktivistin. Als ihr während des Vichy-Regimes die Entlassung als Lehrerin drohte, zog sie es vor, in den Ruhestand zu gehen. Nach dem Tod ihres Mannes Ende 1944 trat sie 1945 seine Nachfolge als Bürgermeisterin von Coutras an und wurde damit die erste sozialistische Frau an der Spitze einer Gemeinde in der Gironde. Sie kandidierte bei den Parlamentswahlen 1945 und 1946. 1953 zog sie sich kurz vor Ablauf ihrer Amtszeit als Bürgermeisterin freiwillig aus dem politischen Leben zurück. Sie starb im August 1988 in Coutras, zwei Monate nach ihrem hundertsten Geburtstag.